# Коваленки (озеро)
Коваленки (укр. Коваленки) — действующий затопленный карьер, расположенный на юге посёлка Безлюдовка Харьковской области Украины, восточнее озера Нагорьевского. Его часто посещают жители Харькова для отдыха.
Название происходит от одноимённого урочища, что было на его месте.